# Campeonato Catarinense de Futsal de 2020
O Campeonato Catarinense de Futsal de 2020 foi a 61ª edição da principal competição da modalidade no estado, sua organização é de competência da Federação Catarinense de Futebol de Salão.

## Regulamento

### Primeira fase
Os 9 clubes jogaram entre si em turno em chave única, classificando os 8 melhores para a fase final. Na fase final, os clubes classificados jogam as quartas de finais, semifinais e final em jogos únicos eliminatórios.
Critérios de Desempate
1. confronto direto;
2. maior número de vitórias;
3. menor número de gols sofridos;
4. maior saldo de gols;
5. maior “gol average” (divisão dos gols marcados pelos gols sofridos);
6. menor número de cartões amarelos;
7. menor número de cartões vermelhos;
8. sorteio.

## Fase final
|  | Quartas de final | Quartas de final |              |   | Semifinais | Semifinais |  |  | Final | Final |
|  |                  |                  |              |   |            |            |  |  |       |       |
|  |                  |                  |              |   |            |            |  |  |       |       |
|  |                  |                  |              |   |            |            |  |  |       |       |
|  | Blumenau         | 2                |              |   |            |            |  |  |       |       |
|  | Blumenau         | 2                |              |   |            |            |  |  |       |       |
|  | Tubarão          | 1                |              |   |            |            |  |  |       |       |
|  | Tubarão          | 1                | Blumenau     | 2 |            |            |  |  |       |       |
|  |                  |                  | Blumenau     | 2 |            |            |  |  |       |       |
|  |                  | Joinville        | 4            |   |            |            |  |  |       |       |
|  | Jaraguá          | Joinville        | 4            | 5 |            |            |  |  |       |       |
|  | Jaraguá          |                  |              | 5 |            |            |  |  |       |       |
|  | Concórdia        | 4                |              |   |            |            |  |  |       |       |
|  | Concórdia        | 4                | São Lourenço | 0 |            |            |  |  |       |       |
|  |                  |                  | São Lourenço | 0 |            |            |  |  |       |       |
|  |                  | Joinville        | 2            |   |            |            |  |  |       |       |
|  | São Lourenço     | Joinville        | 2            | 4 |            |            |  |  |       |       |
|  | São Lourenço     |                  |              | 4 |            |            |  |  |       |       |
|  | Joaçaba          | 2                |              |   |            |            |  |  |       |       |
|  | Joaçaba          | 2                | São Lourenço | 2 |            |            |  |  |       |       |
|  |                  |                  | São Lourenço | 2 |            |            |  |  |       |       |
|  |                  | Jaraguá          | 2            |   |            |            |  |  |       |       |
|  | Curitibanos      | Jaraguá          | 2            | 0 |            |            |  |  |       |       |
|  | Curitibanos      |                  |              | 0 |            |            |  |  |       |       |
|  | Joinville        | 2                |              |   |            |            |  |  |       |       |
|  | Joinville        | 2                |              |   |            |            |  |  |       |       |

## Premiação
| Campeonato Catarinense de Futsal de 2020 |
| ---------------------------------------- |
|                                          |
| Joinville Campeão (7º título)            |